# Пекло

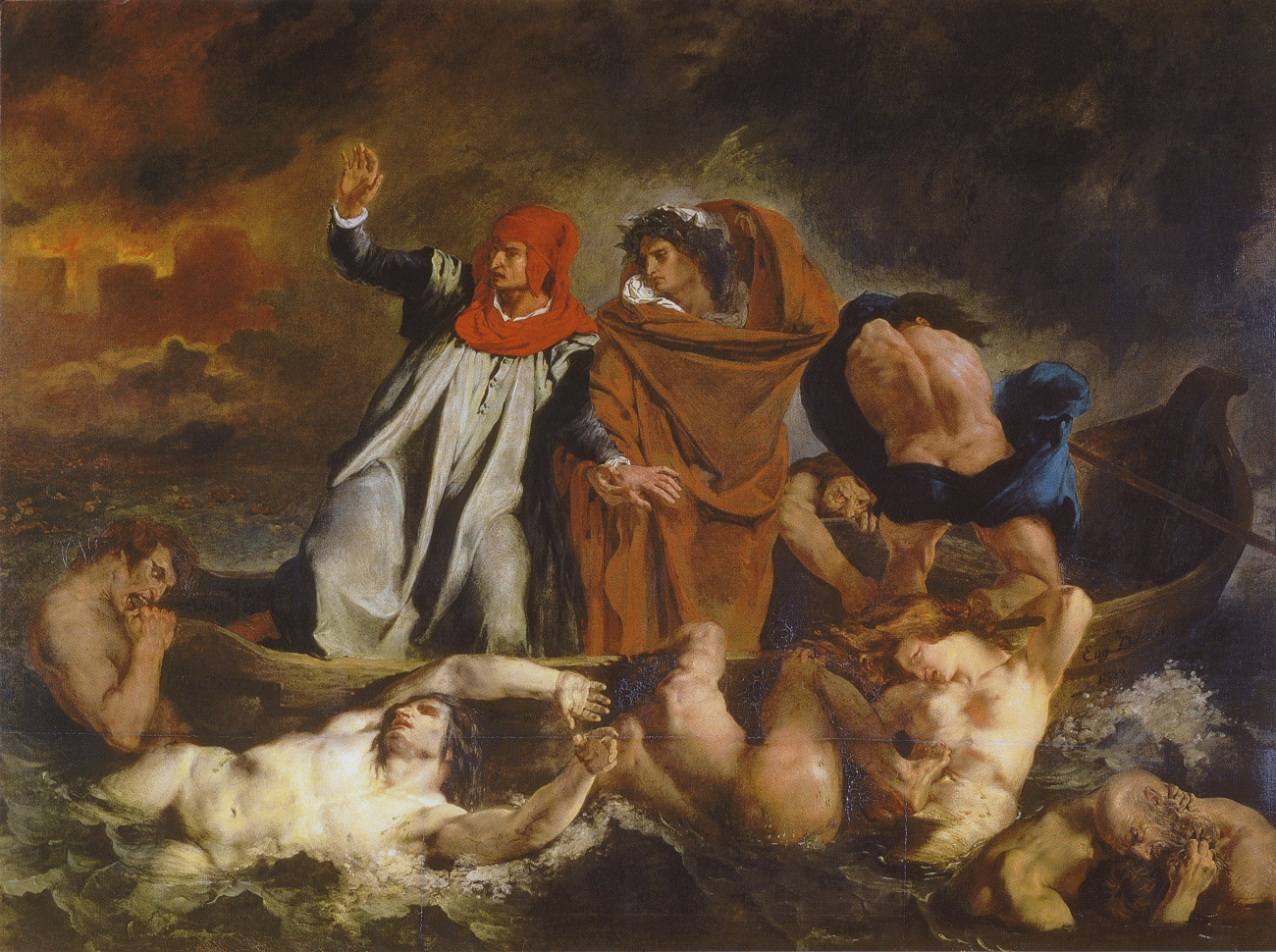
Данте і Вергілій подорожують пеклом. Ілюстрація до «Божественної комедії» Данте, Ежен Делакруа, 1822 р.

Пе́кло — у багатьох релігіях місце для посмертного покарання за гріх. Традиційно уявляється як підземелля, де душі страждають через нестерпне катування. В індуїзмі, буддизмі і джайнізмі пекло — перехідна стадія у прогресі переселення душі з тіла в тіло. В ісламі ж перебування там вважається вічним. У християнстві пекло переважно розуміється як стан грішної душі, котрого вона зазнає після смерті. Питання вічності чи тимчасовості перебування там лишається дискутивною темою для богословів. Подібні концепції в античному язичництві — Тартар, Гадес або Аїд. Також знане як аваддон, безодня. Традиційно пекло протиставляється небесам.
В переносному значенні пекло — нестерпні, жахливі умови чи обставини; дуже небезпечне місце; тяжкий душевний стан, моральні муки.

## Етимологія

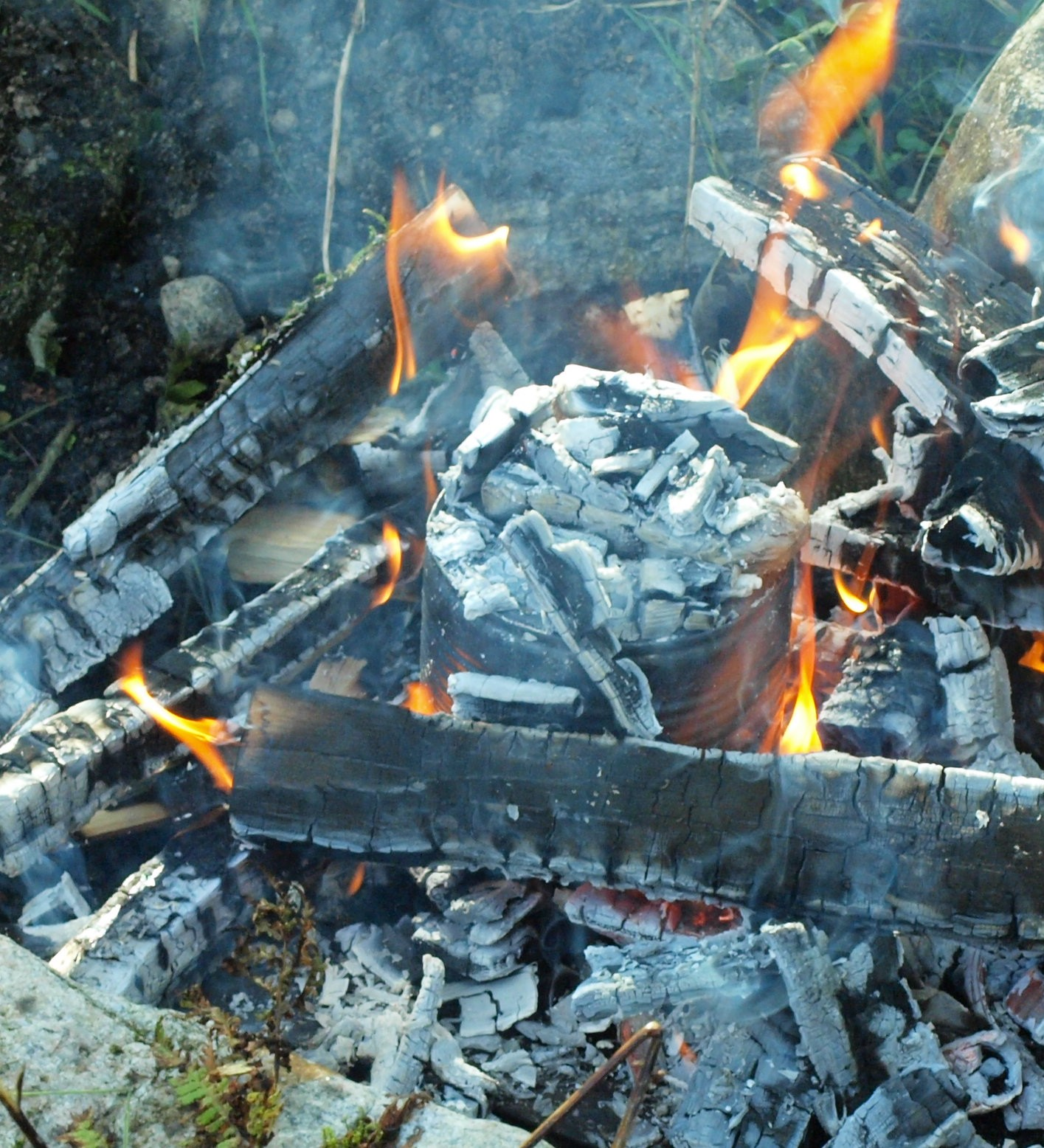
Виготовлення дьогтю, від якого походить слово «пекло»

Українське слово «пекло», як і польське «piekło», сербське «pekel» тощо походить від праслов'янського «пькло» — «смола». Воно близьке до грецького πίσσα — «смола», та латинського picis — «смола», «дьоготь». Оскільки дьоготь видобували за допомогою вогню, то «пькло» у слов'ян з часом стало означати також і «жар», «вогонь», «варену смолу», «вар». Наближення слова «пекло» до «пекти» вторинне.
Раннє християнство використовувало для позначення місця та стану перебування мертвих юдейське слово «шеол» (שְׁאוֹל) — «місце мертвих», «могила», «яма», первісно — буквальна могила, викопана в землі, в якій відбувається зітління тіла. Воно застосовувалося як тотожне грецькому «гадес» (Ἀΐδης) — місце вічного перебування душ померлих, звідки походить «ад». «Шеол» і «гадес» утім стали тотожними в ІІІ-ІІ ст. до н. е., коли під впливом єгипетської та грецької культур сформувалася талмудична література та юдейські уявлення про вічність душі. До того часу вірування про посмертну активність душі не були властиві юдаїзму, натомість вважалося, що душа помирає разом із тілом, або перебуває в шеолі в бездіяльності.
«Пекло» чи «ад» в пізнішій християнській традиції стали збігатися за сенсом з «геєнною» — словом, похідним від назви реальної долини Генном — місця язичницьких людських жертвопринесень біля стародавнього Єрусалима, а також спалення трупів злочинців. Геєнна в Біблії фігурує як цілком матеріальне місце, що разом з тим слугує символом остаточного знищення чого-небудь.
В українських народних уявленнях сформувалися різні відтінки слів «пекло» та «ад». Вони розуміються як різні рівні посмертного покарання: в пеклі відбувається покарання за невеликі гріхи, тоді як за великі душа потрапляє в ад.
Англійське «hell» утворене від староанглійського «hel», «helle», похідного від протогерманського «*haljō» — «підсвіт», буквально «приховане місце». Воно в свою чергу — він індоєвропейського кореня *kel-, що позначав печеру, порожнину. З ним пов'язане скандинавське «Гель». У Біблії короля Якова словом «hell» позначаються «шеол» і «гадес».

## В авраамічних релігіях

### У християнстві

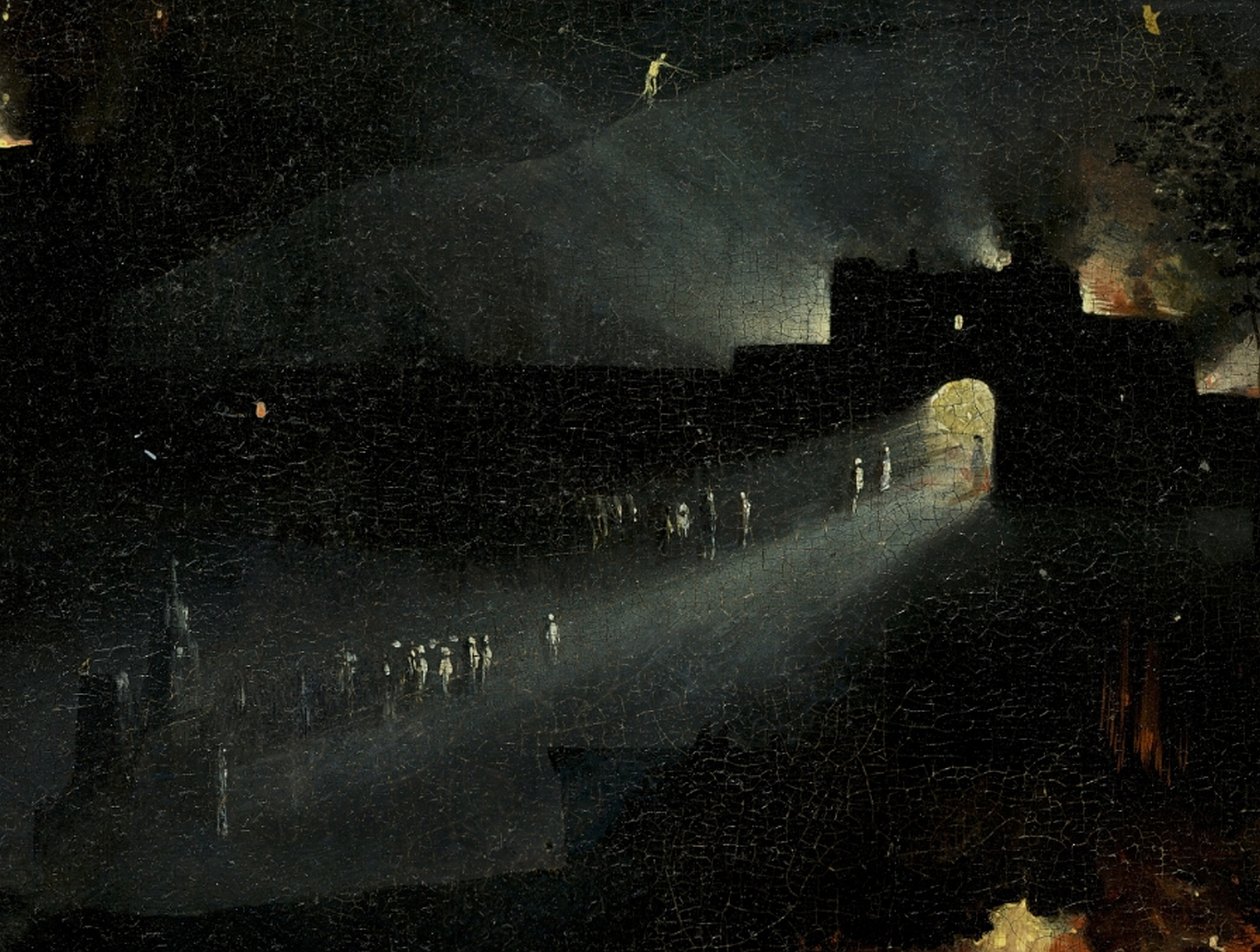
Пекло, частина триптиху «Сад земних насолод» Ієроніма Босха, 1500—1510 рр.

#### У Біблії

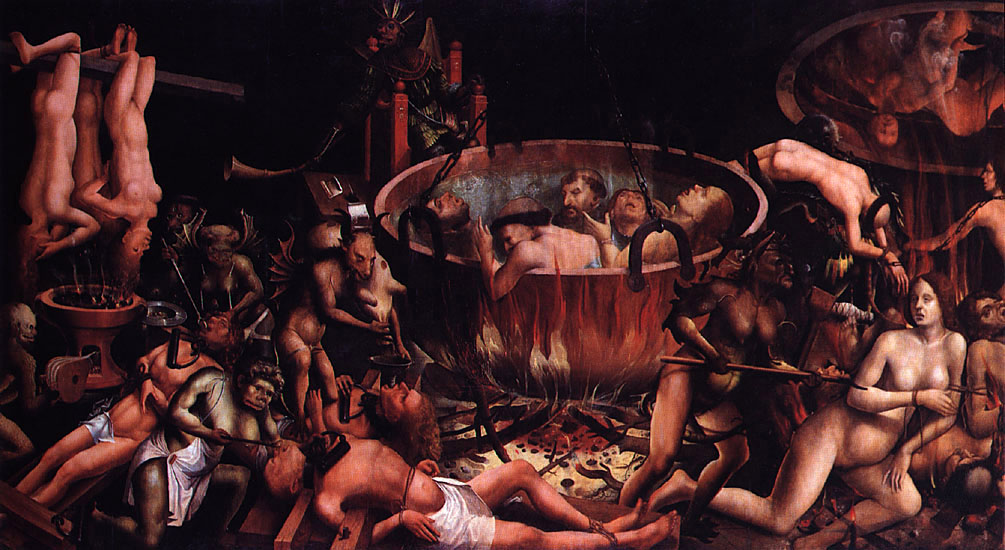
Пекельні муки, картина невідомого художника, бл. 1520 р.

У Старому Завіті з пеклом ототожнюється шеол. Опис пекла в Новому Завіті — місце відділення від Бога: 2 Сол  1: 8,9; друга смерть: Об  21: 8; місце засудження: Мф  23:33; місце мук: Лк.  16:23; місце плачу і скреготу зубів: Мф  8:12; Мф  25:30; місце, де гинуть душа і тіло: Мф  10:28; вічна мука: Мф  25:46; вічна погибель: 2 Сол  1: 9; вічні узи: Юд 1:6; вічний вогонь: Мф.  18: 8; Юд  1:7 ; вогняне озеро: Об.  20:15; темрява: Юд  1:13
Вказується, що ті, хто не знає Бога і не слухає Євангелії Ісуса, «приймуть вічну погибіль від лиця Господнього та від слави потуги Його» (2 Сол. 2:9).
Пекло згадується як місце покарання для: палих ангелів: 2 Пет 2: 4; диявола і його ангелів: Мф 25:41; Звіра і лжепророка: Об.  19:20; тих, хто поклоняється Звірові: Об 14: 9-11; нечестивців Об 21: 8 — тих, хто відкинув Добру Новину: Мф 10: 11-15.

У Об.  20:14 сказано що «Смерть же та ад були вкинені в озеро огняне. Це друга смерть, озеро огняне» — тому деякі богослови вважають, що ад не є вічним хоча попередні місця з Біблії свідчать протилежне.

#### Формування вчення про пекло
Зародження уявлень про пекло (шеол) як місце покарання померлих відбулося в юдаїзмі в епоху Другого єрусалимського храму на тлі гноблення юдеїв римлянами й очікувань приходу месії. Шеол став уявлятися як місце перебування вже не всіх душ під землею, а суто грішників, де вони зазнають страждань. А також — як місце ув'язнення палого янгола Люцифера. Шеол, часто іменований геєнною, став протиставлятися небесному раю, де праведники отримують винагороду. За іншими уявленнями, що сформувалися в той час, шеол поділяється на дві частини — одна для грішників, де вони страждають, інша, знана як Лоно Авраамове — для праведників, де вони, як у традиційному шеолі, перебувають до приходу месії, після чого потрапляють до раю.
У талмудичній літературі переважали натуралістичні описи страждань грішників у шеолі. Тепер він вважався не підземним, а розташованим за межами чуттєвого світу, а грішники отримують там тіла, щоб зазнавати болю. Часом вказувалося, що душі перебувають там 3 роки для спокути гріхів. За деякими уявленнями туди потрапляли тільки душі іновірців. Під впливом філософії Платона й Аристотеля пекельні муки стали частіше розумітися як муки сумління. З розвитком кабалізму розвивалися уявлення про різні покарання, призначені за різні гріхи.
Августин Блаженний в IV ст. схилявся до думки, що в пеклі відбуваються фізичні страждання. На думку ж Василія Великого пекельні страждання — це муки від усвідомлення власної деградації, спричиненої гріховним земним життям. Ісаак Сирін, який жив у VII ст., пропонував, що пекельні страждання — це почуття людини, котра свідомо відвернулася від Бога, проте продовжує відчувати Його любов до себе. В такому разі рай і пекло тлумачаться як стан душі в тих самих умовах, але за різного ставлення самої людини. Рай — прийняття Божої любові, а пекло — її відкидання. Іван Золотоустий характеризував пекло як місце, де люди уникають Бога. Тома Аквінський у XIII ст. стверджував, що муки в пеклі суто душевні. Така позиція зрештою і стала офіційною позицією більшості християнських церков. Утім, траплялися й винятки. Наприклад, Джон Веслі в XVIII ст. розумів пекельні муки як такі, що відбуваються в реальних умовах, але страждання залежать від міри вини кожного грішника.
Описи катувань у пеклі демонами не властиві християнському богослів'ю, проте поширені в народних уявленнях, які походять з язичництва, і апокрифах. Зокрема вони зображаються в «Апокаліпсисі Павла» (близько IV ст.), «Видінні Драйтелма» (VII ст.), «Чистилищі святого Патріка» (X—XI ст.), «Видінні Тундала» (XII ст.), «Видінні ченця Ейншама» (XII ст.), «Видінні Туркілла» (XIII ст.). «Свідчення» людей, що якимось чином побачили пекло описує «Повість про Таксиота-воїна» VII ст, святий Бід і Боніфацій у VIII ст. Там пекло фігурує як темне, наповнене вогнями та демонами місце мук для душ грішників. Сучасне богослів'я наголошує, що видіння пекла є тільки образом, цим людині Богом чи янголами в зрозумілій для неї формі. Зображення чуттєвих страждань грішників у такому разі належить тлумачити як метафори душевних страждань, які лише допомагають зрозуміти їх силу.

##### Сутність пекла

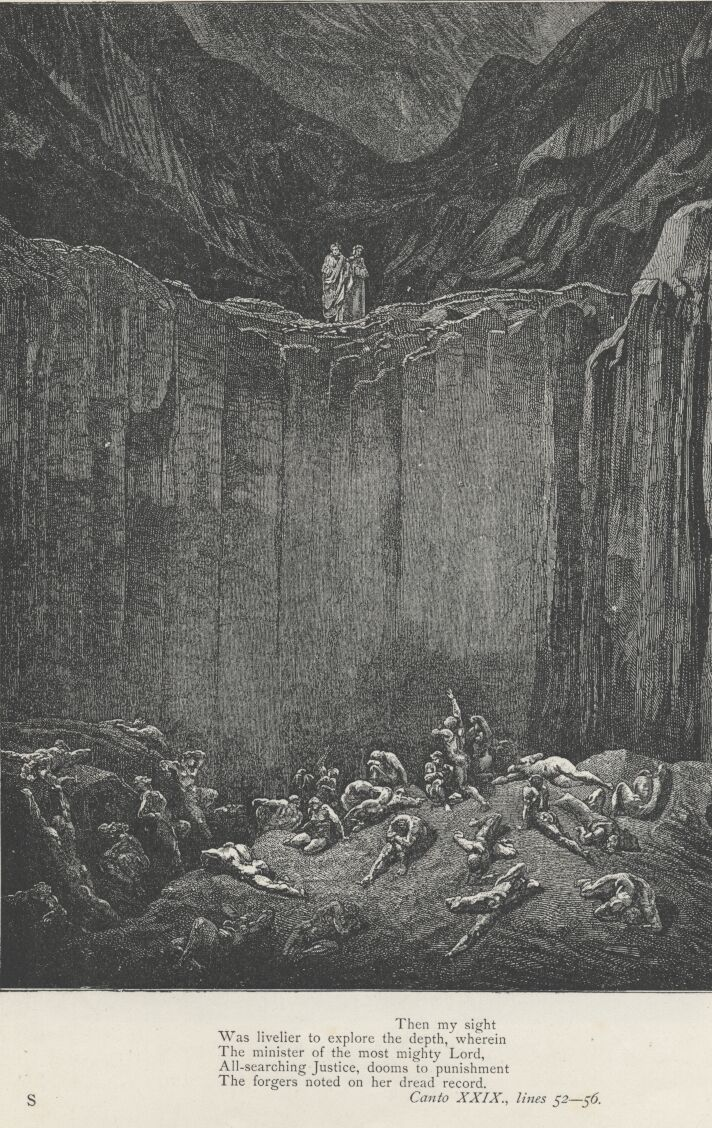
Душі грішників у пеклі. Гравюра Гюстава Доре до «Божественної комедії», 1892 р.

Існує певна суперечність в існуванні пекла, адже воно уявляється як місце страждань і знищення, і в той же час, все, створене Богом, є добре. Таким чином виходить, що страждання і знищення — це також добре і схвалюване Богом. Богослів'я має кілька підходів до вирішення цієї проблеми, що часто вважається однією з головних суперечностей християнства.
Позиція, знана як апокатастасис, стверджує, що страждання в пеклі тимчасові та слугують для очищення душі. Такі мислителі, як Климент Александрійський і Оріген вважали, що всі грішники та навіть Сатана, пройшовши через пекло, коли-небудь отримають спасіння.
Згідно з Володимиром Лосським, існування пекла є благом на тій підставі, що людина може обирати — бути з Богом чи відвернутися від Нього. Стан відвернення від Бога і є пеклом і таким чином якби пекла не існувало, людина не була б цілковито вільною. Хоча Бог не схвалює потрапляння душ у пекло, Він дає людині змогу бути вільною від Себе. Клайв Стейплз Льюїс поділяв таку ж думку, вважаючи, що пекло створюється самою людиною внаслідок відкидання Божої любові. Пітер Гіч трактував пекло як прояв руйнівних пристрастей, які людина розвиває в собі за життя. В земному світі Бог дозволяє жити з ними та приборкувати їх, після смерті ж людина стикається з проявами того, що сама в собі плекала.
Іноді створення пекла приписується Сатані в момент його повстання проти Бога. Демони та грішники страждають в пеклі через розрив із Богом, а люди також через взаємну ненависть. Зазвичай вважається, що жодна людина не може знати хто напевне потрапить до пекла. За традицією туди поміщають Юду та великих злочинців з Біблії, таких як цар Ірод. Проте богослів'я запевняє, що будь-який грішник міг навіть в останні миті життя розкаятись і тому ніхто з людей не може стверджувати, що хтось із померлих точно перебуває в пеклі.
У християнстві поширена віра в посмертний суд над людьми, що визначає подальше існування їхньої душі. В ході малого суду душа потрапляє в рай чи пекло (в католицизмі також у чистилище, звідки потім може увійти до раю), де перебуватиме до Останнього суду. Згідно з деякими трактуваннями Об'явлення, усі люди воскреснуть в матеріальних тілах перед пришестям тисячолітнього Царства Христового, за чим відбудеться останній суд (за деякими версіями душі до цього часу перебуватимуть в шеолі в бездіяльному стані). За результатами життя після воскресіння праведні успадкують новий світ, а грішники остаточно відділяться від Бога, опинившись таким чином навічно в пеклі. Позиції про вічність пекла протистоїть анігіляціонізм — ідея про те, що Сатана, палі янголи та грішники після Останнього суду будуть остаточно знищені, посилаючись на слова «Смерть же та ад були вкинені в озеро огняне».
У протестантизмі періоду Реформації анабаптисти, меноніти, моравські брати, социніани і т. ін. вважали перебування в пеклі тимчасовим. Універсалісти XVIII ст. укріпили думку, що вічні муки грішників суперечать Святому Писанню та загальній справедливості. Прихильником думки про заперечення вічності пекельних страждань був Олександр Мень.
Певним компромісом є думки про відносність часу в пеклі. За Сергієм Булгаковим, посмертні страждання походять від небажання людиною істини, тому тривають доти, поки сама людина відвертається від Бога та потенційно можуть бути вічними. В працях Євгена Трубецького пекло є небуттям, тому страждання в ньому — це не об'єктивна нескінченна тривалість часу, а мить остаточної смерті, що суб'єктивно переживається як вічність.

### В ісламі
Докладніше: Джаганнам
В ісламі місце посмертного покарання називається джага́ннам (جَهَنَّم). Згадується також як «ас-са‘ір» (вогонь), «аль-джагім» (полум'я, спекотне місце), «безодня» і тому подібне. Йому протиставлено рай — джаннат. Слово «джаганнам» має те ж походження, що й «геєнна». На відміну від християнства, страждання в ісламському пеклі відбуватимуться цілком у майбутньому — після Останнього суду. В той же час поширена віра, що джаганнам і джаннат уже створені. Зауважується, що пекельні муки вічні, якщо тільки Аллах не забажає іншого. Деякими ісламськими богословами допускається можливість спокути гріхів у джаганнамі мусульманами та подальше переведення до джаннату. Перебування в джаганнамі — це постійна межа між тілесним життям і смертю.
Якщо в християнстві не існує офіційного поділу пекла на кола чи яруси, то джаганнам поділяється на концентричні рівні, що прямують донизу, і покарання з кожним нижчим важчають в міру важкості гріхів. Вважається, що саме ісламські уявлення про пекло надихнули Данте на описи кіл пекла, котрі він подав у «Божественній комедії». Різні категорії грішників розміщуватимуться в різних частинах джаганнаму і входитимуть туди через різні брами. Згідно уявлень, які виникли після укладення Корану, над джаганнамом натягнуто тонкий міст Сірат, в час Останнього суду праведники зможуть пройти ним, а грішники впадуть. У Корані згадуються люди, котрі неодмінно будуть у пеклі: це Кабіль (Каїн), дружини Нуха (Ноя) та Лута (Лота), а також Абу Лагаб і його дружина.
Джаганнам наповнений полум'ям з величезними іскрами, димом і окропом. Уникнути пекельного полум'я буде неможливо — воно завжди знаходитиме грішників. Грішники будуть скуті там ланцюгами та перебуватимуть у постійному розбраті. В ісламському пеклі росте дерево Заккум, плоди якого, схожі на голови демонів, слугуватимуть грішникам єдиною їжею; вони огидні на смак і розжарені. Пиття також огидне — це окріп і брудна вода. В хадисах згадуються і деякі індивідуальні покарання для окремих грішників, у тому числі й холод. Шайтан насміхатиметься в джаганнамі з грішників і сам зазнаватиме там покарання. Джаганнам оточують величезної товщини стіни з чотирьох боків. Жителі джаганнаму та джаннату зможуть бачити одні одних та спілкуватися. Джаганнам охороняє сторожа із ангелів-забанія. Їх очолює ангел Малік.
Посмертна доля так званих людей Писання (юдеїв і християн) розглядається ісламськими богословами по-різному. Переважно вважається, що ті з людей Писання, котрі померли до приходу пророка Магомета, можуть потрапити в джаннат; померлі ж після цього в усякому разі потраплять у джаганнам, якщо тільки не прийняли за життя іслам. Деякі богослови трактують сенс слова «іслам» як «покору Богу» і в такому разі допускають, що юдеї та християни, навіть не прийнявши іслам, можуть уникнути пекла.

## У дгармічних релігіях
Дгармічні релігії (індуїзм, буддизм, джайнізм і сикхізм) поділяють спільний образ пекла, що називається нарака. Пекло в них є матеріальним світом — одним з шести світів, у яких діє закон сансари, і найгіршим із них. В нараці втілюються ті істоти, що вчинили за життя в інших світах найтяжчі злочини. В пеклі люди чи інші істоти зазнають різноманітних нестерпних умов і катувань, а після загибелі оживають і так триває доти, поки наслідки карми не буде спокутано.
Існує вісім рівнів пекла чи пекельних світів (на кожному в центрі гаряче пекло, по периметру — холодне), але є ще й додаткові малі пекла. Покарання в кожному з них відповідає злочинам, вчиненим у попередньому житті. В холодних пеклах постійний мороз і вітер; гарячі ж наповнені вогнем, окропом, розжареним залізом, до того ж грішників катують спеціально призначені створіння. Перебування в пеклі тривале, але не вічне — від кількох років до цілих кальп, після чого істота помирає і знову народжується в вищих світах. Виділяється також пекельний стан деяких грішників, які блукають по землі в формі привидів, котрі не можуть втамувати свій голод.
Суттєва відмінність буддистських поглядів про пекло полягає в тому, що в них заперечується існування яких-небудь божеств, які виступали б суддями. Переродження в різних світах, у тому числі й нараці, відбувається «автоматично» за законом світобудови.

## Пекло в мунізмі
Описується як найнижчий ярус багаторівневого духовного світу, де панує «зворотна» — егоцентрична — форма віддавання та приймання: тут немає сорому й поваги, люди знущаються одне з одного, крадуть навіть одяг чи їжу, а будь-яка пристрасть миттєво набуває гротескної, принизливої дії. Такий стан виникає, коли ще на землі людина порушує Небесний закон і встановлює «умову взаємодії» з сатаною; після фізичної смерті її внутрішній світ матеріалізується в середовищі, що відповідає рівню гріховної любові. Людина сама обирає пекло — місце, найбільш віддалене від Божої любові.
Водночас муністська теологія підкреслює, що пекло не є вічною печаткою: духи можуть підійматися, коли самі каються й коли їхні нащадки на землі створюють «умови відкуплення» — моляться, служать і жертвують; тоді «тюремні двері» відчиняються, а духам дають наставлення і можливість переходу до світліших сфер. Повне ж звільнення залежить від того, наскільки швидко на землі збудується суспільство істинних сімей, у якому первородний гріх викорінюється через благословення Месії. Отже, звільнення пекла можливе через реформацію любові в нинішньому житті.

## У мистецтві

### Іконографія

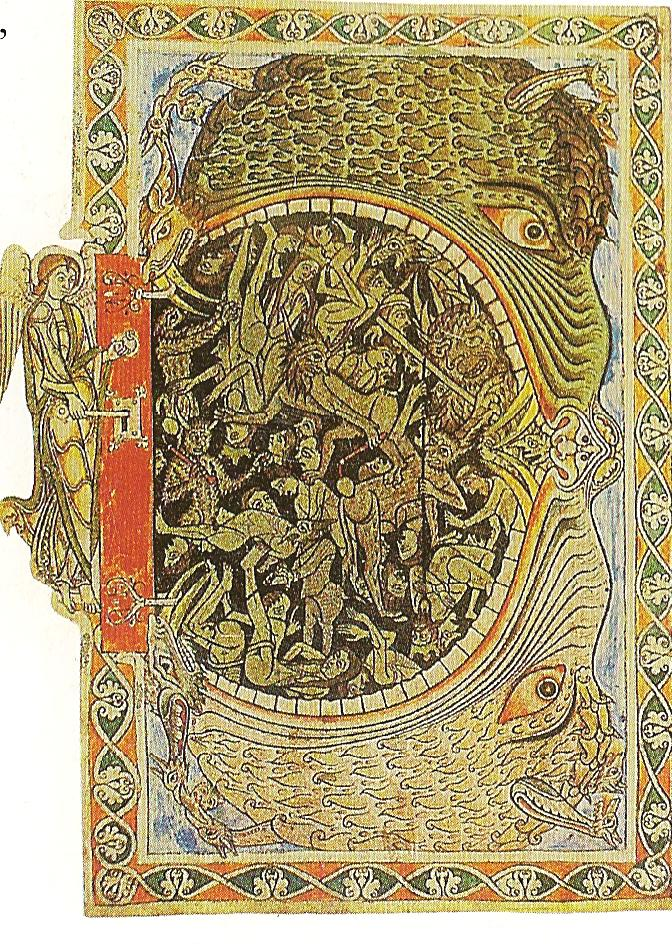
Вуста пекла. Мініатюра з Вінчестерського псалтиря XII ст.

Поширений мотив як у православній, так і католицькій іконографії — Вуста пекла, відомий з XII—XIII століть. Зображаються як паща чудовиська, куди падають грішники, або воно пожирає їх.
Пекло зазвичай зображається в православ'ї у візантійській традиції як безодня чи вогняна річка. Зображення пекла зустрічаються в мініатюрах Псалтиря, лицьових синодиків, входять в іконографію «Зішестя в пекло», «Страшного Суду» або є фрагментом ряду складних композицій, наприклад на дверях в жертовник.
Для католицької традиції характерне детальне зображення пекельних мук. Грішники переважно зображаються в тисняві, хаотично розміщені. Картини, де змальовано пекло, створювали багато виданих художників, таких як Джотто, Ян вай Ейк, Босх, Доре.
Китайський та японський буддизм має багату традицію зображення різноманітних пекельних катувань у мініатюрах: спеціальні демони колють грішників списами, розрубують, смажать і варять в казанах і піддають різним іншим вигадливим мукам.

## Пекло в масовій культурі

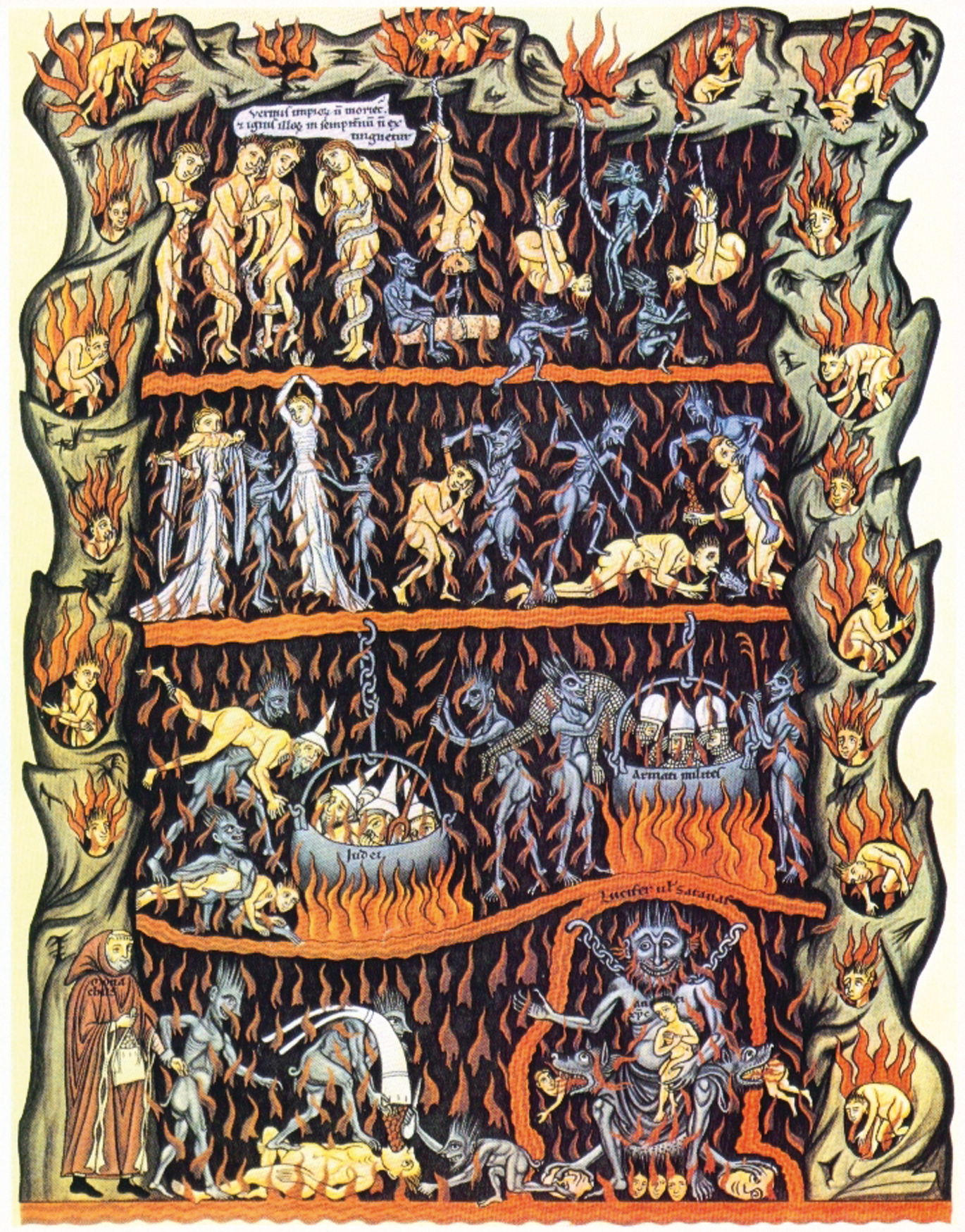
Середньовічне зображення пекла з манускрипту «Сад утіх» Герради Ландсбергської бл. 1180 р.

Використання уявлень про пекло з різних культур та епох породили в масовій культурі численні образи пекла. Найпоширенішим є пекло, що поєднує риси Гадесу та геєнни з наочними натуралістичними деталями жаху: це похмуре, спустошене місце, де палає вогонь і живуть демони. Часто пекло описується як певне царство демонів і чудовиськ, де вони ув'язнені, але мають там цілковиту владу. Наприклад, у фільмі «Констянтин» або серії «Повсталі з пекла».
Іноді воно зображається як подібне до світу живих, але наповнене нестерпними обставинами на кшалт частих невдач, бруду, сварливих сусідів, поганого обслуговування. Або як повторюване чи нескінченне нудне, принизливе, болісне заняття. Наприклад, у телесеріалі «Надприродне» є зображення пекла як нескінченної черги. Часом пекло виглядає доволі затишним місцем, за яким приховано нестерпні деталі, такі як абсурдна бюрократія. Нерідким є зображення індивідуального пекла, де покарання відбувається в своєрідному маленькому світі, створеному для конкретної людини.
Пекло може зображатися з претензією на пояснення його природи як паралельного світу, що вже не є надприродною частиною буття, а цілком матеріальним місцем, здатним контактувати з іншими світами. Таким воно є наприклад у франшизі «Doom», у фільмі «Крізь горизонт».
Зображення пекла в західній культурі частіші та деталізованіші, ніж раю чи його аналогів. Деякі дослідники вбачають у цьому спадок пуританства, де страх перед покаранням за гріхи відображає страх людини перед власним безсиллям, відсутність у неї самоконтролю.
Віра в пекло як місце чи стан посмертних страждань дуже поширена. Опитування, проведене в США у 2014 році показало, що в середньому 58 % людей чітко вірять у пекло в якійсь формі, тоді як лише 34 % категорично заперечують його існування. Найпоширеніша віра в пекло серед євангельських протестантів (82 %) і мусульман (76 %), далі йдуть католики (63 %) та православні (59 %). Найнижчі показники в юдеїв (7 %) і свідків Єгови (22 %). Також доволі малий відсоток віруючих у пекло серед буддистів (32 %) і індуїстів (28 %). Співвідношення чоловіків і жінок в усіх випадках майже рівне. Багато людей при цьому (40 %) виводять існування пекла не тільки з релігійних уявлень, а і з загальних уявлень про справедливість. Цікавою деталлю іншого дослідження 2012 року стало те, що рівень злочинності нижчий там, де більше вірять у пекло, і вищий там, де більше вірять у рай.